# Замок Тараскон
Замок короля Рене — основная достопримечательность города Тараскон в Провансе, расположена на берегу реки Роны, напротив города Бокер.
Первое военное укрепление на месте современного замка сооружено ещё римлянами. Замок начали строить в XII веке. Традиционный феодальный замок приспособил для своих нужд Карл I Анжуйский. С тех пор замок охранял западный рубеж графства Прованс. В 1368 году Тарасконскую крепость осадил и взял Бертран Дюгеклен. По возвращении из Италии Людовик II Анжуйский нашёл её в руинах.
Ныне существующее здание носит имя Рене Анжуйского, хотя построено оно было при его отце и старшем брате вскоре после 1400 года по проекту Жана Робера. Замок расположен на скалистом островке на берегу Роны, которая протекает вдоль одной из его стен, а ров, вырубленный в скале, окружает замок.
Позднее замок становится тюрьмой до 1926 года.
Замок прославился после публикации в 1872 году «Необычных приключений Тартарена из Тараскона» — сатирического романа Альфонса Доде.
В 1926 году замок становится музеем (Fine Art Museum).